# Università del Sussex
L'Università del Sussex è una università pubblica britannica situata in prossimità del villaggio di Falmer (East Sussex) nella regione Brighton and Hove. È tra le prime 150 migliori università al mondo nella classifica generale del Times Higher Education World University Ranking e nel top 1% mondiale nella classifica CWUR.
Tra i suoi laureati celebri si contano 3 premi Nobel, 15 Fellow della Royal Society, 24 Fellow della Academy of Social Science e diversi tra Capi di Stato, politici, economisti e diplomatici.
L'Università del Sussex è particolarmente rinomata per la ricerca e l'eccellenza della formazione accademica nel campo delle scienze sociali, degli studi politici ed economici, della sostenibilità e dello sviluppo, per i quali è prima al mondo dal 2017, detenendo il primato di eccellenza nella classifica QS World University Rankings di Quacquarelli Symonds, e superando Oxford (distante oltre 3 punti nel 2024), Cambridge, LSE e Harvard.
È stata fondata nel 1960 e l'anno successivo le furono conferiti i legittimi poteri grazie ad un decreto-legge del re.
La sua Business School, che cura anche gli studi sullo sviluppo, è tra le prime 100 migliori al mondo.

## Ricerca, progetti e alunni celebri
- L'Università del Sussex è leader nella ricerca mondiale nei campi delle scienze sociali, politiche ed economiche, 34ª al mondo secondo Times Higher Education per tasso di influenza generale legato alla ricerca[7] con un corpus di oltre 1000 tra ricercatori e docenti, dei quali 300 dedicati esclusivamente a progetti di ricerca.[8]
- Secondo il Research Excellence Framework (REF 2021) l'89% delle attività di ricerca condotte all'interno dell'Università ricadono nelle categoria di massimo rilievo world-leading o internationally excellent, dato che sale al 96% per le ricerche condotte in ambito economico.[9]
- Tra i laureati celebri, sono presenti diversi premi Nobel, politici, presidenti di nazioni, scienziati, attivisti per i diritti umani, diplomatici e accademici,[10]  tra cui il rettore dell'Università LUISS Andrea Prencipe, l'economista italiano Daniele Archibugi e numerosi dirigenti e ufficiali delle Nazioni Unite e della NATO, come il sottosegretario di UNCTAD Rebeca Grynspan e lo speaker e responsabile relazioni esterne della NATO Jamie Shea.[10]
- Armed Conflict Location and Event Data Project (ACLED), un progetto per la collezione di dati e l'elaborazione di analisi sulla violenza politica nel mondo[manca il verbo, così è solo un nome appeso]
- Il Sussex Manifesto è un report sui temi della scienza e della tecnologia applicati allo sviluppo, commissionato all'Università dalle Nazioni Unite e pubblicato nel 1970; è considerato una pietra miliare negli studi sullo sviluppo.[11]